# ハインリヒ・キッテル

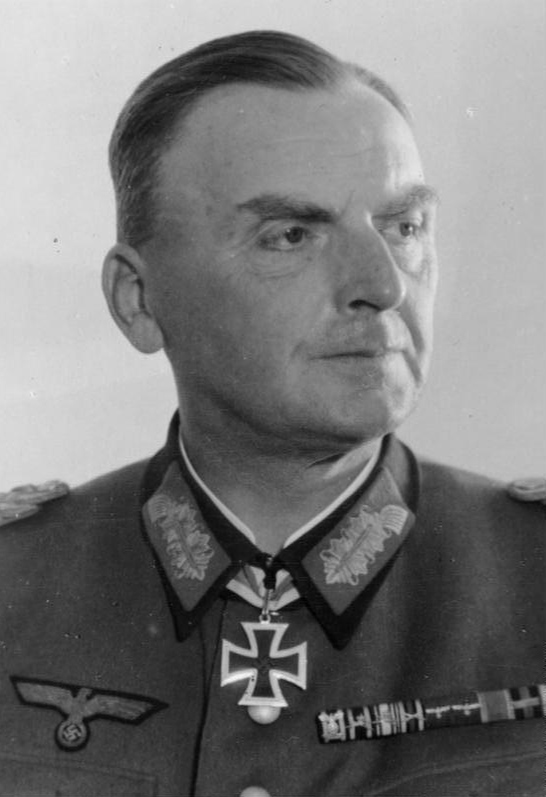
ハインリヒ・キッテル（1944年）

ハインリヒ・キッテル（Heinrich Kittel, 1892年10月31日 - 1969年3月5日）は、ドイツの陸軍軍人。最終階級は中将（Generalleutnant）。
第二次世界大戦中、ドイツ陸軍の将校としてメッツ要塞の司令官などを歴任した。騎士鉄十字章受章者。戦時中のドイツで公には認められていなかったユダヤ人の虐殺（ホロコースト）や絶滅収容所の存在を把握していた陸軍将校の1人である。

## 経歴
1892年、ゲーロルツホーフェンにて生を受ける。
1911年、バイエルン陸軍第2歩兵連隊に入隊。その後の第一次世界大戦にも従軍する。敗戦時には近東方面で活動していたアジア軍団第703歩兵大隊にて中隊長たる中尉を務めていた。
1920年から共和国軍第20（バイエルン）歩兵連隊に勤務し、1931年には指揮官補佐教育（参謀教育の偽装名称）を受ける為に連隊を離れた。その後、陸軍兵器局に勤務。1936年、補充大隊の大隊長に任命される。1939年8月の動員を受け、第46歩兵師団第24歩兵連隊長に任命され、ポーランド侵攻に参加した。翌年のフランス侵攻にも同連隊を率いて参加している。1941年5月、陸軍総司令部付の待機司令官（Führerreserve）に編入される。同年8月、北方軍集団に送られる。
1942年5月までに少将へ昇進し、東部戦線南方における前線指揮官としてドネツィク、ロストフ・ナ・ドヌ、ザポリージャ、クルィヴィーイ・リーフ、ウーマニ、テルノーピリ、レンベルク、クラカウを転戦した。メッツの戦いの最中の1944年11月、メッツ要塞司令官および第462国民擲弾兵師団長に任命される。11月21日、負傷後に捕虜となり、1947年まで収監されていた。
ハインリヒ・キッテルは騎士鉄十字章およびドイツ十字章金章を受章している。また、弟のフリードリヒ・キッテル（Friedrich Kittel）は陸軍少将であり、彼もまた騎士鉄十字章受章者である。

## ホロコースト
1944年、キッテルはイギリスのトレントパーク収容所に送られた。トレントパークは将官専用の収容所で、イギリス側情報機関の監視下に置かれていた。ここでキッテルは次のように語ったという。
オーバーシュレージエンには、単に機械的に虐殺する為だけの人間が集められている。
„In Oberschlesien haben sie Leute einfach fabrikmäßig abgeschlachtet“
大きなホールでガス処刑が行われた。
„In einer großen Halle sind die vergast worden“